# Ostap Veressaï
Ostap Mykytovytch Veressaï (en ukrainien : Остап Микитович Вересай), né en 1803 et mort en avril 1890, est un kobzar (ménestrel ukrainien) du gouvernement de Poltava (Empire russe ; actuel oblast de Tchernihiv en Ukraine) ayant contribué à populariser l'art kobzar et les doumas (poèmes épiques) en Ukraine et au-delà. Il est connu pour avoir influencé à la fois les approches savantes et populaires de l'art kobzar.

## Biographie

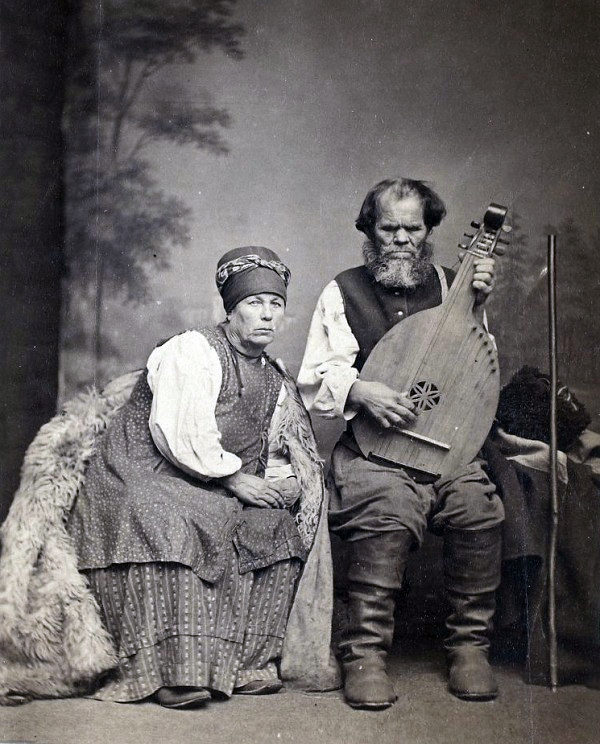
Ostap Veressaï et sa femme.

Ostap Veressaï est né en 1803 dans le village de Kalioujyntsi (ouïezd de Prylouky, gouvernement de Poltava, Empire russe) dans une famille de musiciens. Il est le seul enfant d'une famille de serfs. Son père, Mykyta Veressaï, est un violoniste aveugle de naissance. À quatre ans, Ostap Veressaï tombe malade et perd lui aussi la vue. Dès son plus jeune âge, il s'intéresse à la musique et au bandoura.
Après s'être formé auprès de groupes de musiciens kobzars, Ostap Veressaï voit son talent musical reconnu jusqu'à Kiev, où il se rend en 1871. Il est possible que ce soit lors de ce voyage que le musicien Mykola Lyssenko ait enregistré les mélodies des doumas (poèmes épiques chantés) et des chansons qui sont devenues la base de sa monographie, en s'inspirant des doumas ukrainiennes et des chansons interprétées par Veressaï.
En 1873, les directeurs de la branche sud-ouest de la Société géographique impériale de Russie, présidée par Galagan (de), tiennent une session extraordinaire à l'instigation de ce dernier dans le but de présenter Ostap Veressaï à ses membres, en tant que mémoire vivante d'anciennes œuvres poétiques ukrainiennes. Lors de la réunion, à laquelle assistent 28 membres et 60 invités, les documents suivants sont lus :
- « Ostap Veressaï, l'un des derniers kobzars ukrainiens », par O. Roussov ;
- « Les caractéristiques des particularités musicales des doumas ukrainiennes et des chansons interprétées par le kobzar Veressaï », par Mykola Lyssenko.

Lors de cette réunion, Ostap Veressaï interprète les doumas relatant "L'évasion des trois frères d'Oziv de la captivité turque".
En février 1875, Ostap Veressaï est invité par les membres de la Société géographique russe à Saint-Pétersbourg. Il s'y produit lors de réunions du département d'ethnographie et de la confrérie des peintres ; à un petit-déjeuner organisé à la mémoire de Taras Chevtchenko ; et au Palais d'Hiver devant les princes Serge et Paul Alexandrovitch de Russie. Veressaï fait salle comble et reçoit des critiques positives de la part de la presse de Saint-Pétersbourg. Le journal Novosti écrit ainsi :

« Le chanteur, un homme de 70 ans, sait s'attirer la sympathie du public, et son chant, marqué par une profondeur artistique et une intensité émotionnelle, laisse une forte impression sur l'auditoire. De l'avis des spécialistes, Ostap Veressaï, en tant que chanteur, est né avec un talent particulier, et ressuscite à travers ses doumas l'ancienne Ukraine, avec de nombreuses réminiscences du passé. »

Le succès populaire d'Ostap Veressaï à Saint-Pétersbourg lui permet de payer la construction d'une maison plus grande pour sa famille de quinze personnes à Sokirintsi. Toutefois, comme Hnat Hontcharenko, Ostap Veressaï est par la suite persécuté en Russie en tant que propagateur de la culture ukrainienne et de la mémoire historique du peuple ukrainien, à l'encontre de la politique de russification menée par les autorités impériales.
La popularité de Ostap Veressaï incite le pouvoir russe à bannir l'utilisation de la langue ukrainienne avec la promulgation de l'oukase d'Ems en 1876. Malgré cela, Ostap Veressaï continue de se produire à Kiev.
Ostap Veressaï meurt en avril 1890 à l'âge de 87 ans à Sokyryntsi, dans l'actuel raïon de Tchortkiv en Ukraine.

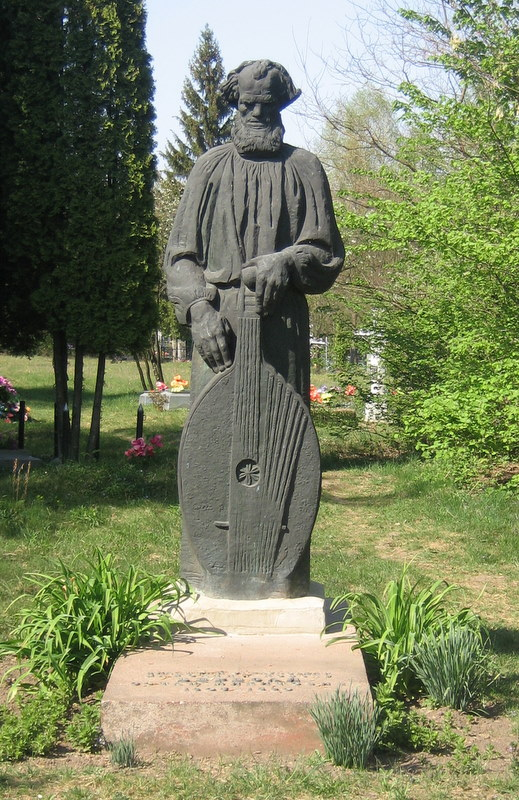
Tombe d'Ostap Veressaï.
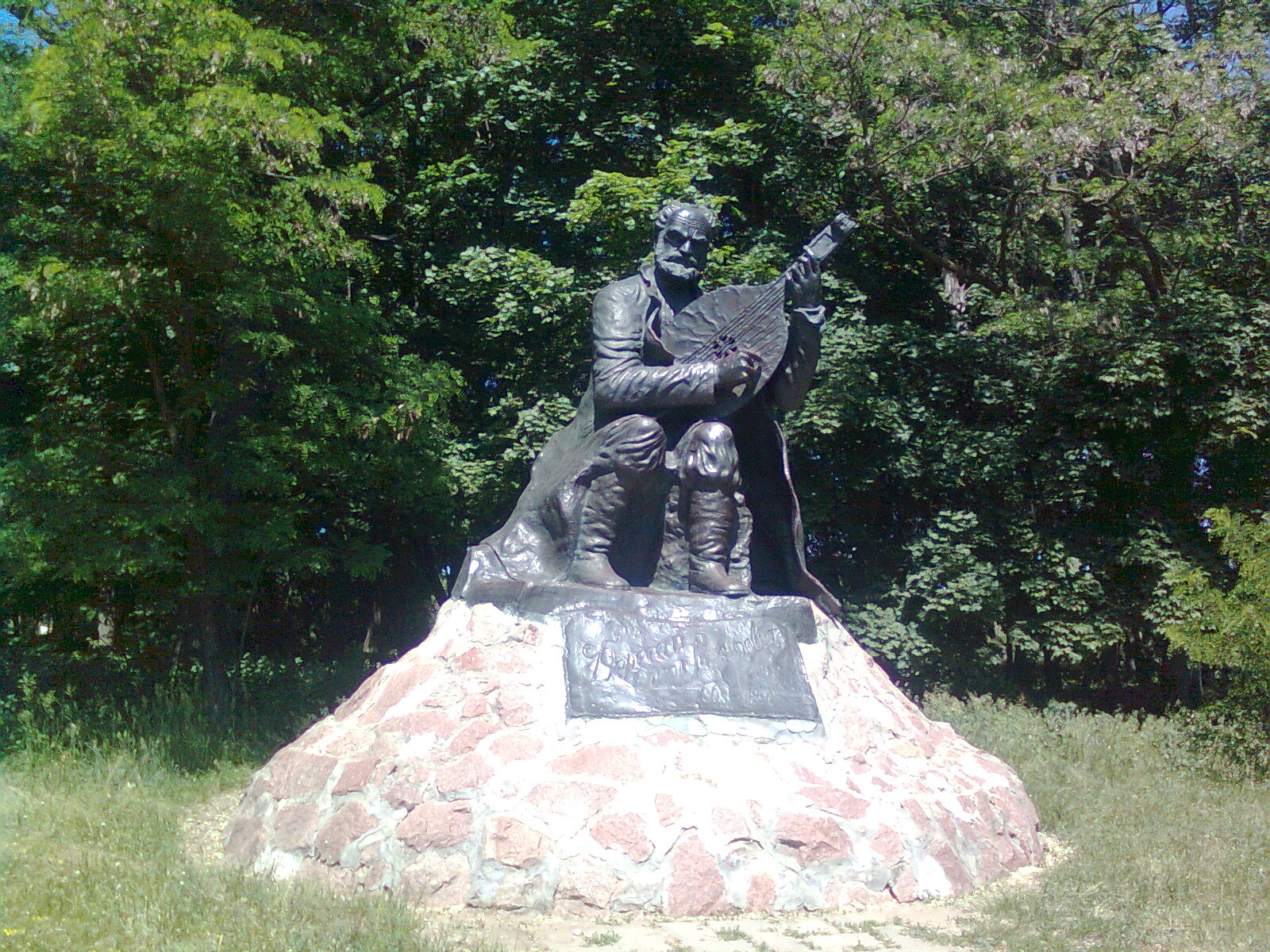
Statue dans le raïon de Vinnytsia.
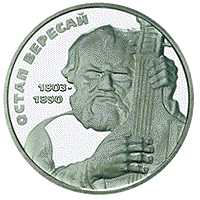
Monnaie ukrainienne à l'effigie d'Ostap Veressaï.